# Policoro
Policoro község (comune) Olaszország Basilicata régiójában Matera megyében.

## Fekvése
A város a Jón-tenger partján fekszik, a Metapontumi-síkságon.

## Története
A város az ókori Hérakleia romjai közelében épült fe. A középkorban nemesi birtok volt, ekkor épült fel kastélya is . 1959-ig Montalbano Jonico része volt. 

## Népessége
A népesség számának alakulása:

## Főbb látnivalói
- Hérakleia romjai
- Santa Maria d’Anglona-szentély
- Madonna del Ponte-szentély (18. század)
- Buon Pastore-templom (a Jó pásztor temploma)